# Tirà reial sociable
El tirà reial sociable (Myiozetetes similis) és un ocell de la família dels tirànids (Tyrannidae).

## Hàbitat i distribució
Bosc obert, matoll alt, clars del bosc i proximitat de l'hàbitat humà, a la llarga de corrents fluvials de les terres baixes des de Mèxic al sud de Sonora, Sinaloa, oest de Durango, Zacatecas, sud-est de San Luis Potosí i sud de Tamaulipas, cap al sud a la llarga d'ambdues vessants, incloent la Península de Yucatán, fins Costa Rica, a les terres baixes al sud-oest de Costa Rica, oest i centre de Panamà. Oest de l'Equador, nord-oest del Perú. Des del nord, centre i est de Colòmbia i Veneçuela, cap al sud, a través de l'est de l'Equador i est del Perú, nord i est de Bolívia i Brasil fins al nord-est de l'Argentina i Paraguai.